# M50创意园
M50创意园（英語：或 "M50"）是上海的一個表現當代藝術的藝術區，區內駐有上百位藝術家的工作室，並對公眾開放。M50位于普陀区苏州河南岸半岛叉袋角上的莫干山路50号，因此得名，是上海具有标志意义的创意园区之一。占地面积约41亩，拥有自1930年代至90年代各个历史时期的工业建筑50余幢，是目前苏州河畔保留最为完整的民族工业建筑遗存。

## 历史

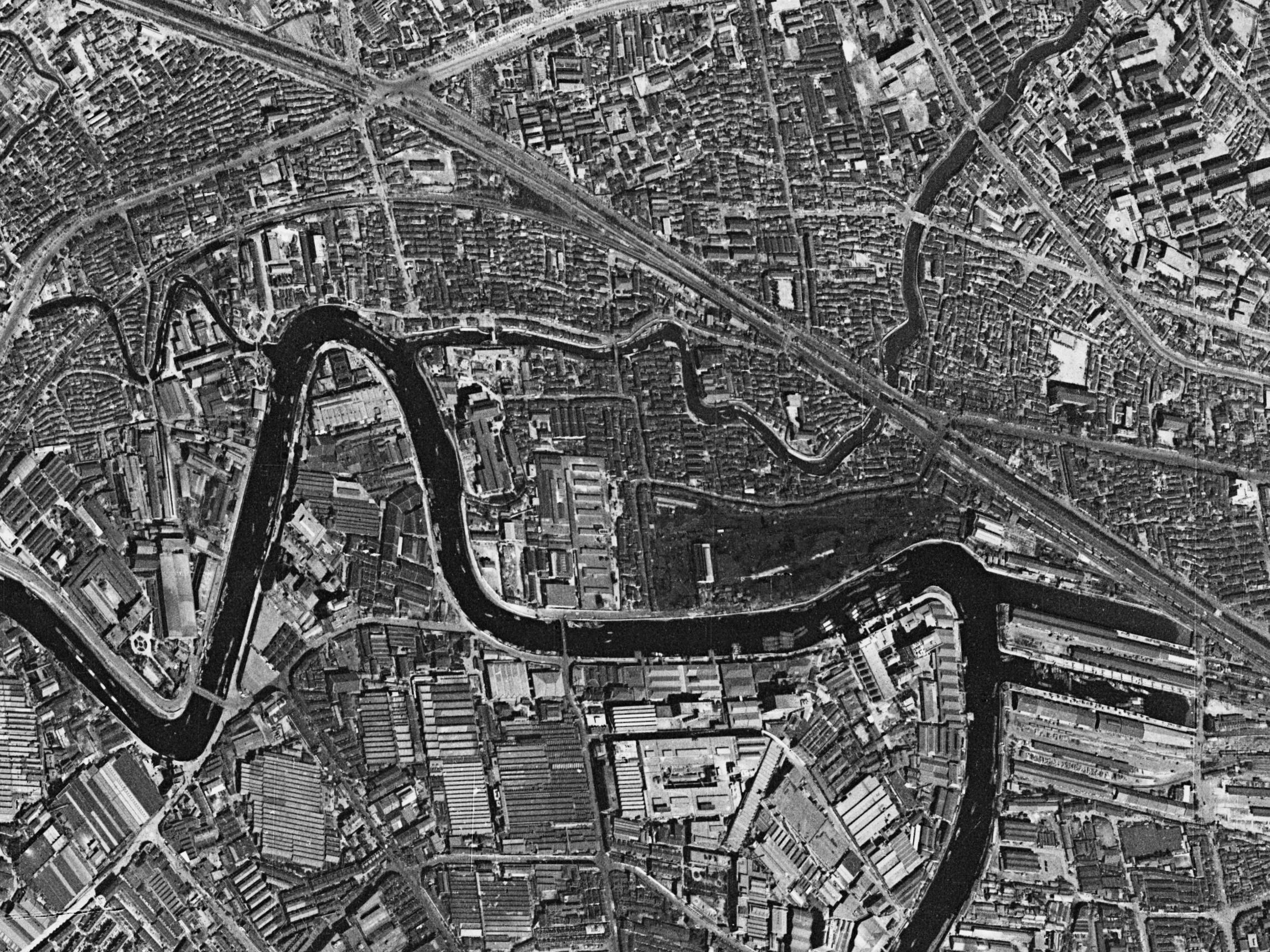
原两湾一宅、叉袋角区域卫星图（1966年）

M50创意园原址叉袋角近代徽商代表人物之一周志俊所创办的信和纱厂，建于1937年。當時周志俊把青岛华新纱厂的机械设备转移至上海莫干山路60号（後改為50號）。太平洋战争爆发后短暂地被日军接管。中華人民共和國建國后改制为公私合营，并更名为上海第十二毛纺织厂、上海春明粗纺厂。
1999年，由于纺织产业结构调整，春明厂停止了原主业的生产。2001年，薛松成为了第一个在M50成立工作室的艺术家。
2002年，M50创意园区正式挂牌，香格纳画廊、东廊艺术等第一批画廊，丁乙、张恩利等一批艺术家纷纷进驻。
2012年，M50成为全国首家拥有著名商标的文化创意园区品牌。
2019年，M50创意园已经打破围墙，逐步转型成全开放式街区。因其背靠苏州河，打开围墙后的M50也与滨河景观融为一体。

## 活动
2007年开设年度M50创意新锐评选，挖掘上海乃至全国高校学生与青年艺术家，运行至今。
2008年成立了M50表演工作坊。

## 现有设施
目前M50的入驻单位以艺术机构和设计创意公司为主，约有150多家，分别来自世界30多个国家和地区。
| 名称                 | 功能   | 位置            | 营业时间                | 备注             |
| -------------------- | ------ | --------------- | ----------------------- | ---------------- |
| M艺术空间            | 画廊   | 2号楼1层        | 10:30 - 18:30           | 每周一休息       |
| 亚洲当代艺术空间     | 画廊   | 7号楼           | 10:00 - 18:30           | 每周一休息       |
| UNDEFINE             | 画廊   | 6号楼105室      | 9:00 - 18:30            |                  |
| 香格纳画廊           | 画廊   | 16号楼1层       | 10:00 - 17:00           | 每周一、二休息   |
| 新时线媒体艺术中心   | 美术馆 | 18号楼          | 11:00 - 18:00           | 每周一、二休息   |
| J:Gallery            | 画廊   | 17号楼102-103室 | 10:30 - 18:00           | 每周一休息       |
| 天线空间             | 画廊   | 17号楼202室     | 11:00 - 18:30           |                  |
| 1300℃现代瓷艺馆      | 体验店 | 4号楼B112室     | 10:00 - 18:00           | 瓷艺             |
| 佛肚轩竹文化创作中心 | 体验店 | 8号楼106室      | 10:00 - 18:00           | 竹编艺术         |
| 当年俱乐部           | 体验店 | 17号楼107室     | 10:00 - 18:00           | 胶片手冲         |
| Dhome                | 商铺   | 4号楼B107室     | 10:00 - 18:00           | 家居             |
| 月白中式嫁衣         | 商铺   | 4号楼201室      | 预约制                  | 嫁衣定制         |
| OSHADA               | 商铺   | 5号楼201室      | 9:00 - 18:00            | 布艺             |
| 乐藏艺术家           | 商铺   | 22号楼3楼       | 9:00 - 18:00            | 古董家具         |
| 宸玺                 | 商铺   | 8号楼105室      | 12:00 - 20:00           | 首饰             |
| 慢生快活馆           | 体验店 | 18号楼103室     | 10:00 - 18:00           | 陶艺、皮具、油画 |
| Moreless多少         | 商铺   | 17号楼106室     | 9:30 - 18:00            | 家居             |
| 乐藏餐厅             | 餐饮   | 22号楼1楼       | 10:00 - 21:30           |                  |
| M50 art space        | 画廊   | 15号楼1楼       |                         |                  |
| 东廊艺术画廊         | 画廊   | 6号楼5楼        |                         |                  |
| 八大画廊             | 画廊   | 4号楼A1楼       | 12:00-18:00             |                  |
| 香风丽道咖啡与茶     | 餐饮   | 1号楼101室      | 10:00-18:30             |                  |
| WEBAR艺术餐吧        | 餐饮   | 3号楼107室      | 10:00-24:00             |                  |
| 全摄影画廊           | 画廊   | 13号楼201室     | 10:00-18:00             |                  |
| 唐宋小馆             | 餐饮   | 8号楼           | 11:00-14:30,17:00-22:00 |                  |
| 要空间               | 画廊   | 7号楼A座301室   | 10:00-18:00             |                  |
| 梁艺画廊             | 画廊   | 7号楼108室      | 10:00-18:00             |                  |
| 半度音乐             | 餐饮   | 11号楼1楼       | 09:30-18:00             |                  |
| 北极熊画廊           | 画廊   | 4号楼B113室     |                         |                  |
| 北京现在画廊         | 画廊   | 3号楼201室      |                         |                  |
| Caramel              | 餐饮   | 5号楼201室      | 09:00-18:00             |                  |
| 艺博画廊             | 画廊   | 6号楼101室      | 10:00-17:00             | 每周一休息       |
| 小美术馆             | 画廊   | 13号楼102       | 09:00-19:00             |                  |
| Liang ProJECT        | 画廊   | 18号楼102室     | 10:00-18:00             | 每周一休息       |
| 上海香江画廊         | 画廊   | 14号楼102室     | 9:00-20:00              |                  |

## 评价
莫干山路50号經常被比作紐約蘇豪區及北京798藝術區，現已成為上海市民及旅客的旅遊熱點，並被時代雜誌名為「到上海必做的十件事」之一。

## 莫干山路涂鸦墙
莫干山路涂鸦墙原是M50创意园沿莫干山路向西到昌化路空地外的围墙，被匿名人士画以涂鸦，其中不乏大师级人物。2011年开始传闻涂鸦墙要被拆除，但遭到民众的反对。2017年，围墙基本拆除，目前仅余数面断垣残壁。

## 图片

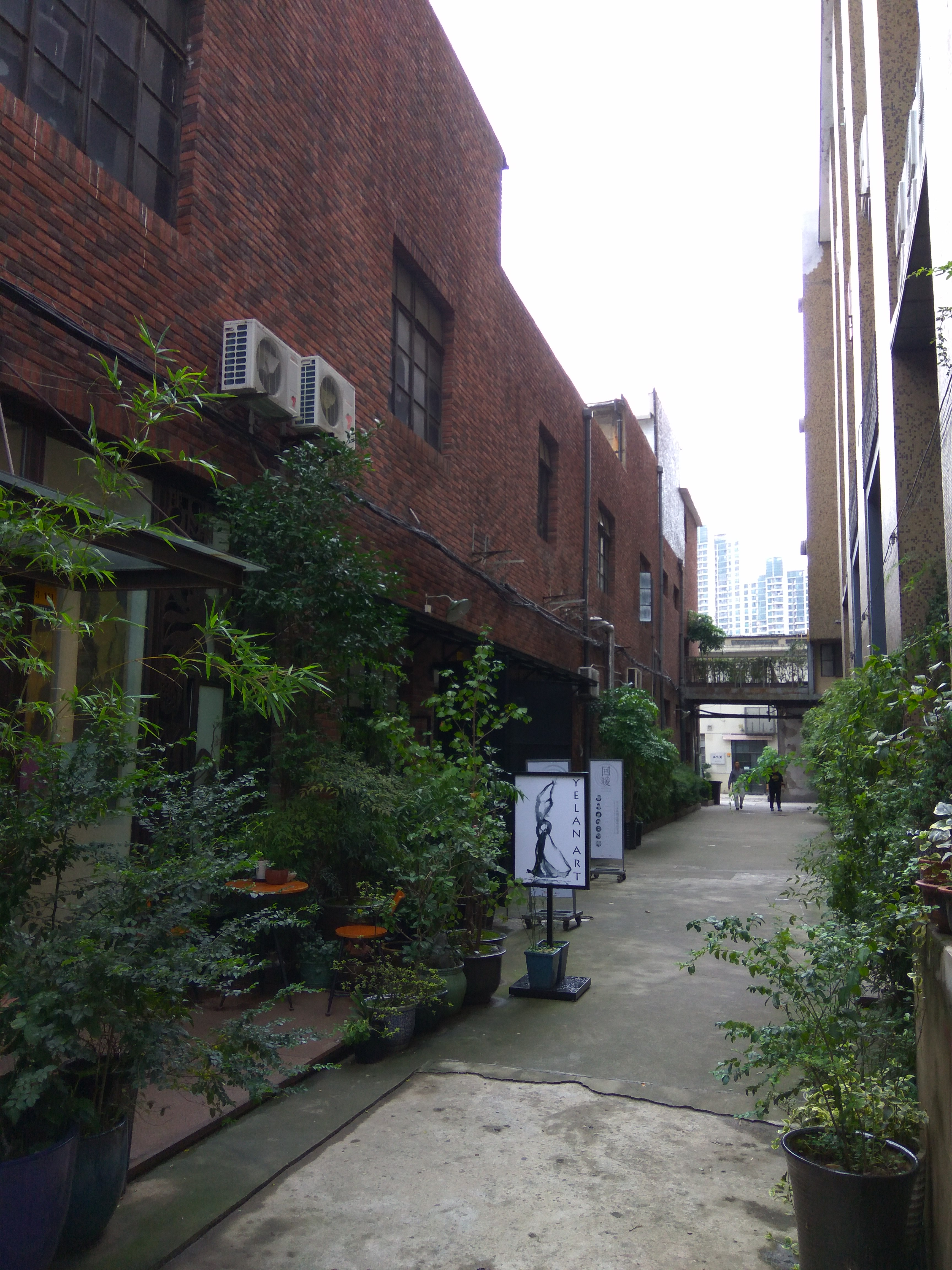
M50内部小路
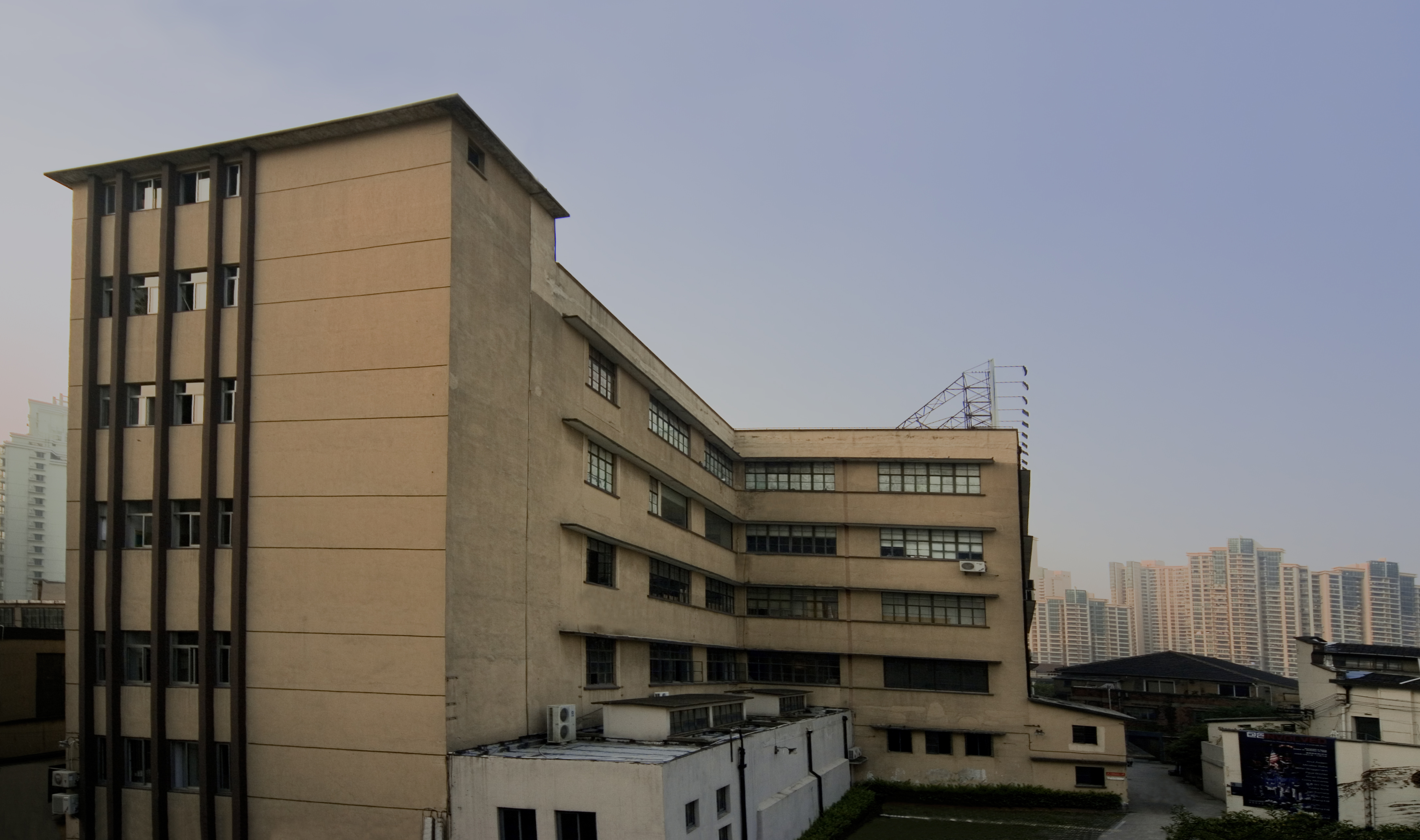
M50内的六岛艺术中心
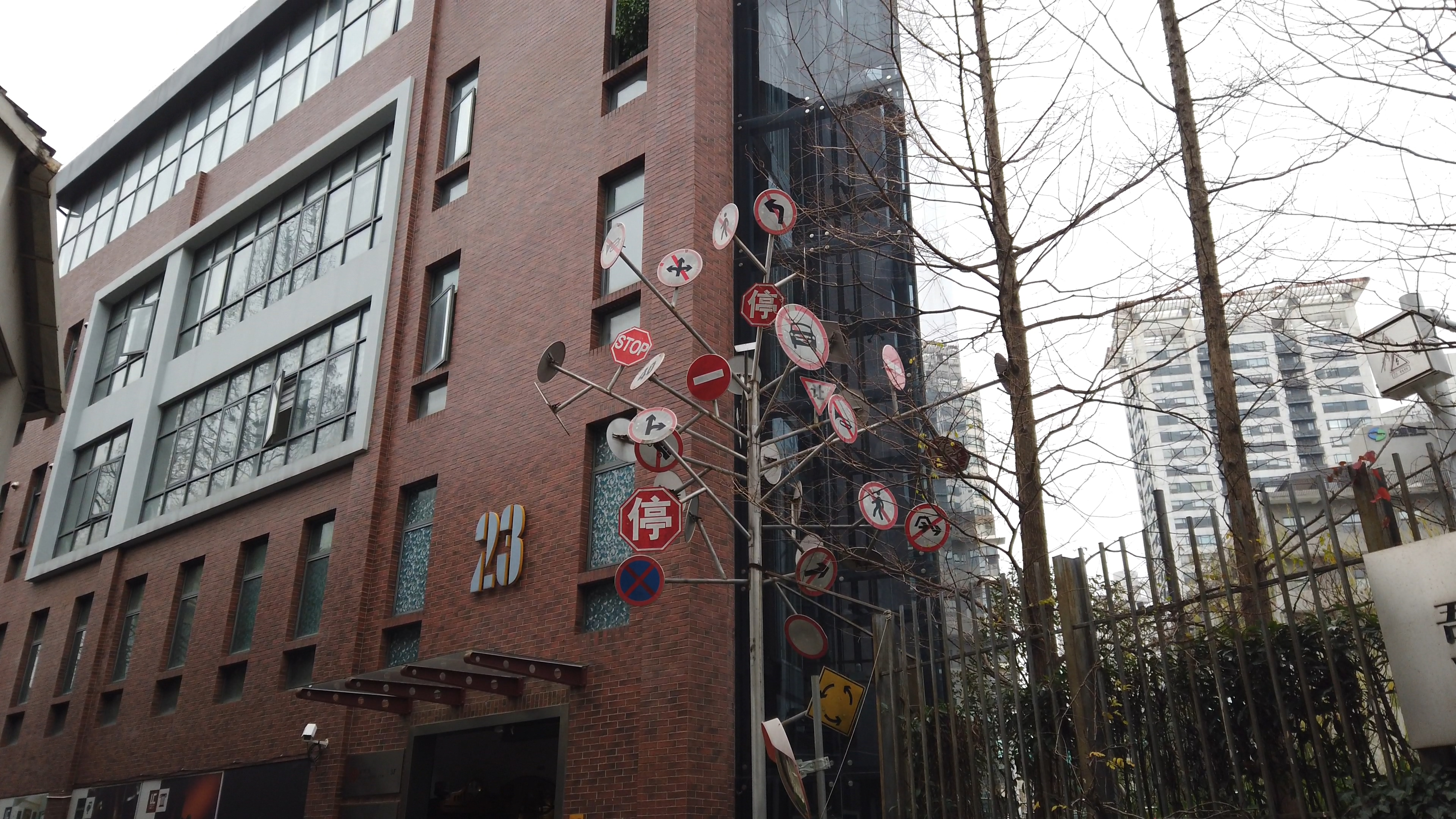
园区内艺术路标
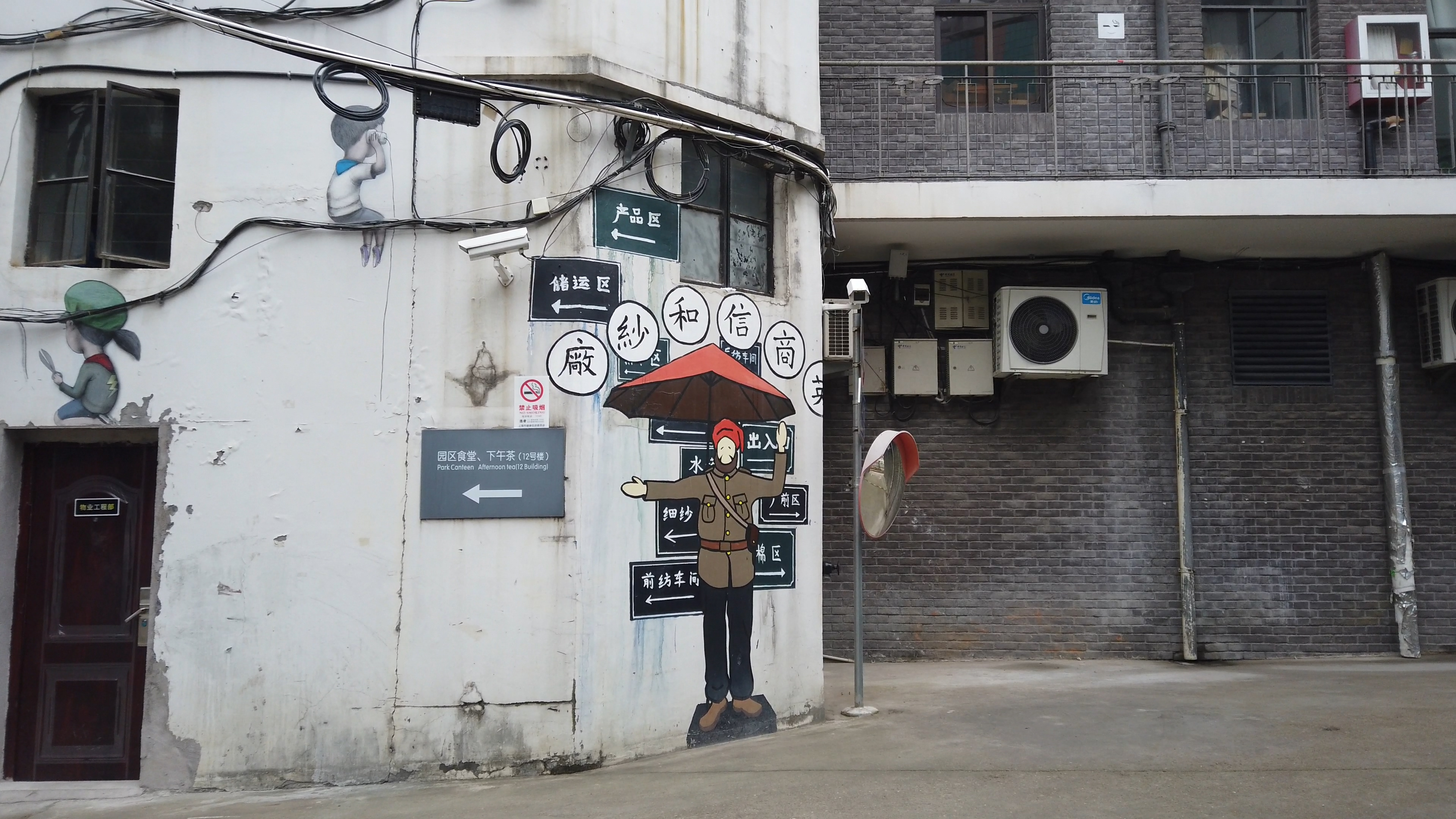
园区内涂鸦
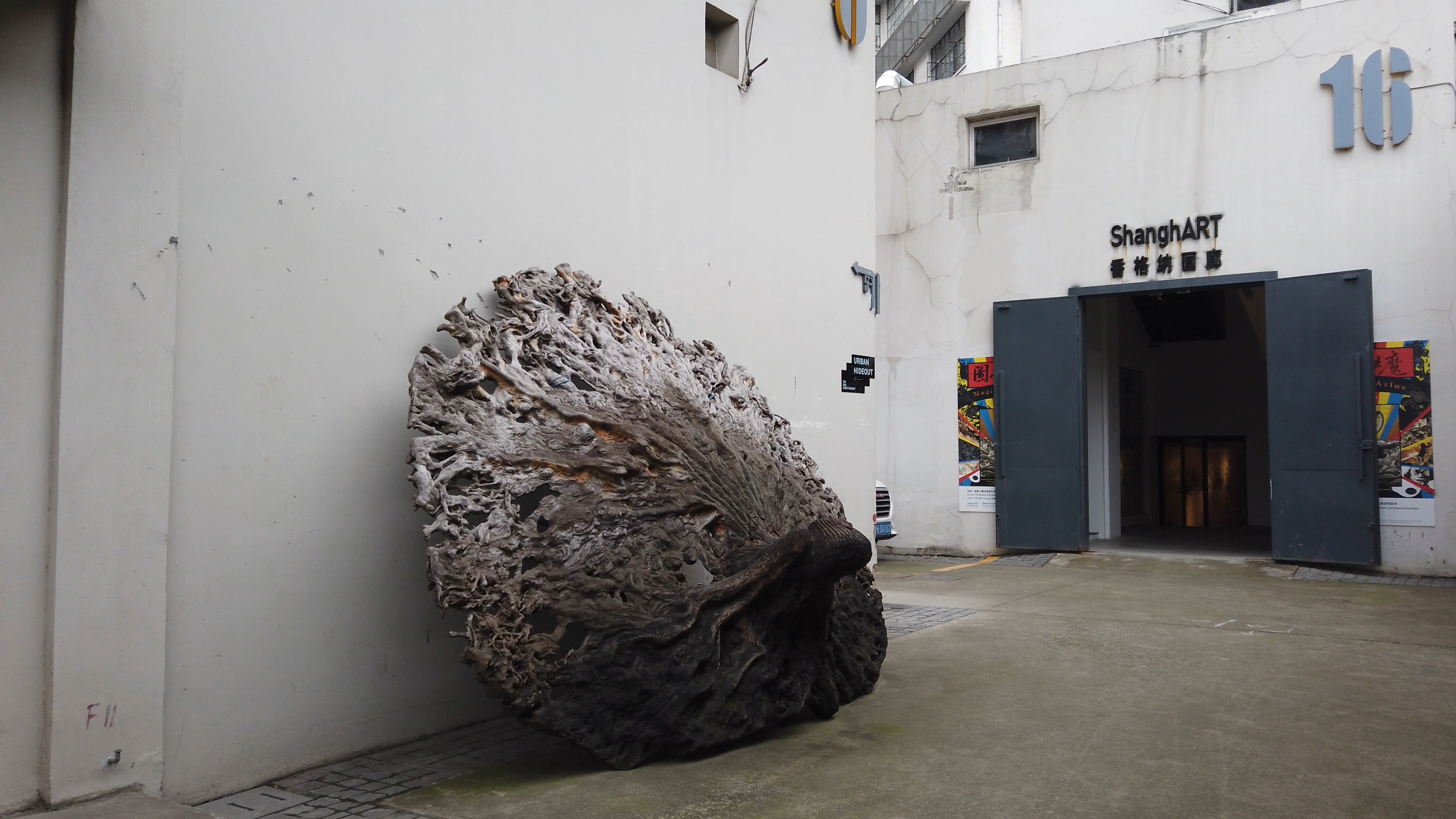
艺术品
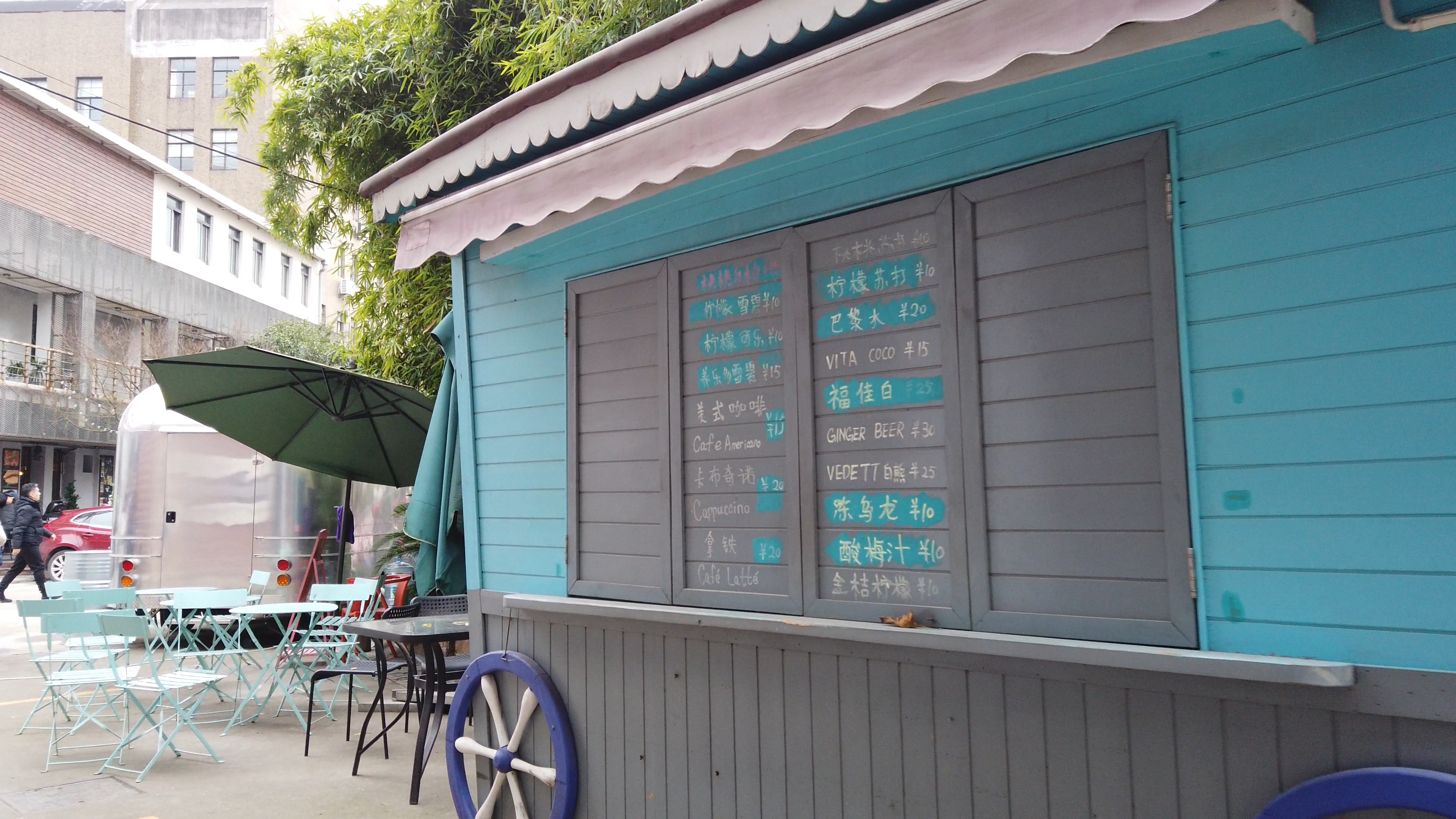
餐车

## 交通

### 地铁
- 上海轨道交通3号线、上海轨道交通4号线中潭路站
- 上海轨道交通13号线江宁路站

### 公交
- 64路、76路、105路：昌化路澳门路站